# Gougark
Pour l’article homonyme, voir Gugark.
Le Gougark, Gugark’ (en arménien Գուգարք) ou la Gogarène est la treizième province de l'Arménie historique selon Anania de Shirak. Son territoire correspond aujourd'hui au nord de l'Arménie, au nord-est de la Turquie et au sud de la Géorgie. La ville d'Ardahan est son centre historique.

## Districts

Les quinze provinces de l'Arménie historique, avec le Gougark au nord.

La province se compose de seize districts ou cantons (gavar, գավառ) :
- Jorop’or (Ձորոփոր) ;
- Kołbop’or (Կողբոփոր) ;
- Copop’or (Ծոբոփոր) ;
- Tašir (Տաշիր) ;
- T’ṙełk (Թռեղք) ;
- Kangark’ (Կանգարք) ;
- J̌awakx’ Verin (Ջաւախք վերին) ;
- Artahan (Արտահան) ;
- Kłarǰk’ (Կաղարջք) ;
- Šawšēt’ (Շաւշէթ) ;
- J̌awakx’ Nerk’in (Ջաւախք Ներքին) / Erušet’i ;
- Mangleac’p’or (Մանգլեաց փոր) ;
- Kuišap’or (Քուիշափոր) ;
- Bołnop’or (Բողնոփոր) ;
- Paruar ;
- Xanc’ixē / Hunarakert.

## Histoire
Sous les rois artaxiades et arsacides, la province est l'un des quatre bdeshkhs (« marche ») protégeant le nord du royaume d'Arménie. En 387, lorsque le royaume est divisé entre Byzantins et Sassanides, elle est intégrée à l'Ibérie. En 652, les Arabes autorisent le prince arménien Théodoros Rechtouni à l'incorporer à ses possessions.
Au cours des siècles suivants, la province connaît divers souverains ; au VIIIe siècle, elle est intégrée à l'émirat de Tiflis, et, au IXe siècle, elle est divisée entre Bagratides arméniens et géorgiens.

## Dynastes locaux
Selon Cyrille Toumanoff, la Gogarène fut dirigée par les vitaxes (« vice-rois ») suivants:

### Gouscharides
- avant 58 ap. J.-C. : Publicius Agrippa, grand-maître de la cour d'Ibérie sous Pharsman Ier d'Ibérie ;
- avant 58 ap. J.-C. : Zévachès, son frère, co-vitaxe[5] ;
- 58-106 : Scharagas, fils de Zévachès ;
- 106-116 : Iodmandagan, grand-maître de la cour, fils de Publicius et gendre de Zévachès ;
- 117-138 : Aspaucuris fils de Scharagas (?) ;
- 394-430 : Bacurius Ier, comes domesticorum[6].

### Mihranides
- vers 330-361 : Péroz Ier, prince de Gardam ;
- pour ses successeurs, cf. Mihranides.